# アンドリュー・ゴールド
アンドリュー・ゴールド（Andrew Gold、1951年8月2日 - 2011年6月3日）は、1970年代のロサンゼルス地域のポップ・ロックのサウンドに影響を与えたアメリカのマルチプレイヤー、歌手、ソングライター、レコード・プロデューサー。ゴールドはリンダ・ロンシュタットを筆頭とした他のアーティストの数多くのレコードで演奏し、自身も全米トップ40ヒットとなった「ロンリー・ボーイ」（1977年）、「気の合う二人」（1978年）や、全英トップ5ヒットの「彼女に首ったけ」（1978年）で成功を収めた。1980年、同じくユダヤ系である10ccのグレアム・グールドマンとのコラボレーション、WAXでさらなる国際的な成功を収めた。
1990年代は、映画、コマーシャル、テレビのサウンドトラックなどでプロデュース、作曲、演奏などを手掛け、その中には『あなたにムチュー』のテーマ曲「Final Frontier」などがある。ゴールドの以前の作品のいくつかは後に新たな人気を得ることになった。「気の合う二人」はコメディドラマ『ゴールデン・ガールズ』のオープニングで使用され、1996年の子供向けのコミックソング「Spooky Scary Skeletons」は2010年代にインターネット・ミームとなった。1997年、ゴールドは1960年代のサイケデリック・ミュージックへのトリビュートである 『Greetings from Planet Love』を「The Fraternal Order Of The All（すべての兄弟の秩序）」という名義でリリースした。2011年6月3日、腎臓がんとの闘病の末に59歳で他界した。

## 生い立ち
カリフォルニア州バーバンクで生まれ、両親の後を追ってショービジネスの世界に足を踏み入れた。母親のマーニ・ニクソンは、『ウエスト・サイド物語』のナタリー・ウッド、『王様と私』のデボラ・カー、『マイ・フェア・レディ』のオードリー・ヘプバーンの吹き替えをつとめた歌手であり、父親のアーネスト・ゴールドは、オーストリア出身で1960年の映画『栄光への脱出』の映画音楽によりアカデミー賞を受賞した作曲家である。また、2歳下の妹がいた。
ゴールドは13歳で曲作りを始めた。16歳でイギリスに渡ったゴールドは、ポリドールのロンドン事務所に送ったデモから、最初のレコーディング契約を獲得した。この契約の結果、友人で共演者のチャーリー・ヴィリエとともに録音した「Of All the Little Girls」をヴィリエ・アンド・ゴールド名義で1967年にリリースした。

## キャリア

### 1970年 – 1979年
1970年代初頭、ゴールドはフルタイムのミュージシャン、ソングライター、レコード・プロデューサーとして働いていた。彼はケニー・エドワーズ、ウェンディ・ウォルドマン、カーラ・ボノフとともにロサンゼルスのバンド、ブリンドルのメンバーを務め、1970年にシングル「Woke Up This Morning」をリリースした。リンダ・ロンシュタットの1974年の出世作『悪いあなた』と、その後の2枚のアルバムではマルチプレイヤーでありかつアレンジャーとして主要な役割を担った。ロンシュタットの『風にさらわれた恋』の後で、ソロ・アーティストとしてのキャリアを開始した。その他の業績の中でも、ゴールドはロンシュタットの唯一のBillboard Hot 100でのナンバー1シングル「悪いあなた」や「いつになった愛されるのかしら」、「ヒート・ウェイヴ」などのロンシュタットのヒット曲で多くの楽器を演奏した。ゴールドは1973年から1977年までロンシュタットのバンドに在籍し、その後も1980年代から1990年代にかけてのロンシュタットのコンサートでもとびとびにだが演奏した。
1975年、ゴールドはアルバム『アンドリュー・ゴールド・デビュー』でソロ・アーティストとしてデビューし、アート・ガーファンクルのソロでのヒット曲「君は瞳ゆえに」（この曲はガーファンクルのアルバム『愛への旅立ち』からの何曲かのほかのシングルカットと同様にヒットし、全英シングルチャートで1位を獲得した）で多くの楽器を演奏した。
ゴールドのセカンド・アルバム『自画像』は1976年にリリースされた。1977年6月にBillboard Hot 100で7位に到達したヒット・シングル「ロンリー・ボーイ」が収録されている。
1977年にはゴールドはエリック・カルメンのアルバム『雄々しき翼』でその年の23位ヒットとなった「愛をくれたあの娘」を含む2曲でギターを演奏した。
「ロンリー・ボーイ」がアメリカのラジオ局でヒットしたにもかかわらず、ゴールドのサード・アルバム『幸福を売る男』からのシングル「気の合う二人」は1978年に最高25位を獲得するにとどまったが、後にシンディ・フィーの演奏で『ゴールデン・ガールズ』のテーマ曲として人気を博した。
ゴールドのイギリスでの最大のヒットは、1度目はゴールド自身により、2度目は14年後にダンス・ポップ・グループのアンダーカヴァーにより、全英シングルチャートで2度にわたって5位を獲得した「彼女に首ったけ」である。ゴールドの友人のフレディ・マーキュリーがクレジットされていないバックグラウンド・シンガーとして参加していた。
ゴールドはイーグルスともツアーを行い、ロンシュタットやジャクソン・ブラウンとスタジオやツアーで共に働き、ジェームス・テイラーとレコーディングやツアーを共にし、ジョニ・ミッチェルのアルバム『ブルー』のセカンド・エンジニアをつとめた。

### 1980年 – 2011年
1981年、ゴールドはヒットメーカーのポップ・ロック・バンド、10ccの1981年のアルバム『ミステリー・ホテル』の3曲で共作し、歌い、演奏した。その後、10㏄のエリック・スチュワートとグレアム・グールドマンに10㏄のメンバーにと誘われた。すでにスタジオで共に作業をしていたにもかかわらず、契約上の問題からグループに参加することはなかった。1983年末に10㏄が解散した後で、ゴールドとグールドマンはWAXを結成した。WAXは5年間に渡ってレコーディングとツアーを行った。彼らは国際的な成功を収め、特にイギリスでは「Right Between the Eyes」や、彼らの最大のヒット作「Bridge to Your Heart」を含む数曲がヒットした。レコーディングとツアーのコンビとしてはWAXは1990年に解散したが、ゴールドとグールドマンは可能な時には一緒に曲を作り、録音していた。
ゴールドはシェールの1989年のヒット・アルバム『Heart of Stone』に参加し、1990年代の初めにはトリーシャ・イヤーウッドや、ゴールドとリサ・アンジェルのナンバー1シングルを共作したワイノナ・ジャッドのヒット曲を作曲した（後にゴールドはリサ・アンジェルのアルバムをプロデュースし、このアルバムにはゴールドとアンジェルが共同で作った曲が数多く収録されていた）。ゴールドはヴィンス・ギルのシングルもプロデュースし、セリーヌ・ディオンのために曲作りとプロデュースを行い、1984年のSF映画『スターマン/愛・宇宙はるかに』で主役のジェフ・ブリッジスとカレン・アレンが歌ったエヴァリー・ブラザーズの「夢を見るだけ」（All I Have to Do is Dream）のカバーをアレンジした。
1990年代、ゴールドはかつてのバンド仲間のカーラ・ボノフ、ウェンディ・ウォルドマン、ケニー・エドワーズととともにブリンドルを再結成し、グループにとって初のフル・アルバム『ブリンドル』（Bryndle）をリリースした。1996年にブリンドルを脱退したゴールドは、子供に向けたハロウィンのコミックソングのアルバムで、「Spooky Scary Skelton」が収録された『Andrew Gold's Halloween Howls』をリリースした。同年、ソロ・アルバム『ファースト・タイム・イン・ラヴ』をリリースし、スティーヴン・ビショップのアルバム『Blue Guitar』をプロデュースした。その後、「The Fraternal Order of the All」名義で1960年代のサイケ・トリビュートのアルバム『Greetings from Planet Love』を録音し、自身のレコードレーベル「QBrain Records」から発売した。このアルバムはゴールドが好きなビートルズ、ザ・バーズ、ザ・ビーチ・ボーイズと言った1960年代のバンドのスタイルで、ゴールドが実質的に一人で全ての楽器を演奏し、すべてのボーカル・パートを多重録音している。ゴールドはマーク・ピロ監督のコメディ映画『Rectuma』などの数多くの映画用の曲をプロデュースし、作曲し、作詞し、多くのテレビ番組やコマーシャルに曲を提供した。ゴールドは注目を集めるギグの中で、コメディ番組『あなたにムチュー』のテーマ曲「Final Frontier」を歌った。驚くことに、この歌のゴールドによるバージョンが、1996年に火星探査機マーズ・パスファインダーのウェイクアップ・コールとして使用された。また、矢沢永吉のアルバムを7枚プロデュースした(後述)。
2000年、WAXのコンピレーション・アルバム『Bikini』を編集するとともに、新しいソロ・アルバム『The Spence Manor Suite』をレコーディングし、リリースした。その後、2002年には別のソロ・アルバム『Intermission』を発表。2000年代前半、ゴールドはロサンゼルス地域で演奏したバーズのトリビュート・バンド「Byrds of Feather」を結成した。2006年のコンサートではクラシック・ロック・グループ、アメリカおよびシンガーソングライターのスティーヴン・ビショップとともに出演し、この時の演奏は後にDVD『America And Friends – Live at the Ventura Theater』として発売された。このコンサートではゴールドはアメリカおよびビショップのギター演奏とボーカルとともに「Thank You for Being a Friend」「Final Frontier」「Bridge to Your Heart」「Lonely Boy」を演奏した。これ以前にゴールドはアメリカのクリスマス・アルバム『Holiday Harmony』を2000年にプロデュースしており、数多くの楽器を演奏し、収録曲の「Christmas in California」を共同で制作した。
2010年代初頭、ゴールドの曲「Spooky Scary Skeletons」は、4chanのビデオ・ゲーム板で人気となり、ハロウィン関連のインターネットミームとして話題になっていった。数年のうちにこの曲は、本格的なバイラル現象となり、複数のエレクトロニック・ダンス・リミックスやカバー・バージョンがYouTubeにアップされ、再生回数は3億5000万回を超え、ソーシャル・メディア・ネットワーク TikTokのダンス・チャレンジでは250万本を超える動画と、2億4300万回以上の再生回数を記録した。2019年、「Spooky Scary Skeletons」の人気に触発されて、『'Halloween Howls』のデジタル・デラックス版がリリースされた。アルバムのこのバージョンには「Spooky Scary Skeletons」のエレクトロニック・ダンス・リミックスが2バージョン収められている。
2020年、ゴールドの曲「Savannah」の初期のバージョンがデジタル・シングルとして発売された。その後、一部のデモを含む未発表曲を集めた死後のコンピレーション・アルバム『Something New: Unreleased Gold』がレコード盤、CD、デジタルでリリースされ、アルバムからは表題作と「Come Down to Me」の2曲がデジタル・シングルとしてリリースされた。

## その他
日本では矢沢永吉が1984年に発表したアルバム『E'』のプロデュースを担当したことで知られている。同作に収録されている「棕櫚の影に」は、デモテイク自体は出来上がっていたものの、この曲にアンドリュー本人のアイデアを用いたアレンジにより、素晴らしいモノになった、と矢沢は語っている。

## 私生活と死
ゴールドの最初の結婚相手はヴァネッサ・ゴールドであり、2人の間にはエミリー、ヴィクトリア、オリヴィアという3人の娘が生まれた。
1980年代初頭、ゴールドは歌手のニコレット・ラーソンと婚約していたが、2人の関係はゴールドがプロデュースした1982年のラーソンのアルバム『天使のように』（All Dressed Up & No Place to Go）の完成後まもなく破綻した。
その後、ゴールドはレスリー・コーガンと結婚した。
ゴールドが「ロンリー・ボーイ」の歌詞に生年などの個人的な事項を反映させたにもかかわらず、インタビューでこの歌詞が自伝的なものではなかったことを認めている：「多分こうしたことは間違いだったけど、こういうディティールを盛り込むのが便利だったので単にそうした。私は孤独な少年ではなかった。幸せな子供時代だった」。
1990年、ゴールドと彼の4人の家族はクイズ番組『ファミリー・フュード』に出演した。
ゴールドは腎臓がんと診断されたものの、治療の効果は上がっていたが、ロサンゼルスにて2011年6月3日に59歳で死去した。

## ディスコグラフィ

### スタジオ・アルバム
- 『アンドリュー・ゴールド・デビュー』 - Andrew Gold (1975年) ※全米190位
- 『自画像』 - What's Wrong with This Picture? (1976年) ※全米95位、全豪89位[20]
- 『幸福を売る男』 - All This and Heaven Too (1978年) ※全米81位、全英31位、全豪83位[20]
- 『風にくちづけ』 - Whirlwind (1980年) ※全米120位
- Andrew Gold's Halloween Howls (1996年)
- Greetings from Planet Love (1997年) ※The Fraternal Order of the All名義
- 『ファースト・タイム・イン・ラヴ』 - ...Since 1951 (1998年)
- 『ウォーム・ブリーゼス』 - Warm Breezes (1999年)
- The Spence Manor Suite (2000年)
- Intermission (2002年)
- Copy Cat (2008年)

### コンピレーション・アルバム
- An Interview with Andrew Gold (1978年) ※販促用のインタビューと楽曲のLP
- 『CMコレクション1988～1991』 - Where the Heart Is: The Commercials 1988–1991 (1991年)
- 『ベスト・オブ・アンドリュー・ゴールド』 - The Best Of (1997年)
- 『ベスト・オブ・アンドリュー・ゴールド～サンキュー・フォー・ビーイング・ア・フレンド』 - Thank You for Being a Friend: The Best of Andrew Gold (1997年)
- Leftovers (1998年)
- The Essential Collection (2011年)
- An Introduction to: Andrew Gold (2018年)
- Complete Albums 1975–1980 (2019年) ※デジタル
- Lonely Boy: The Greatest Hits (2019年) ※デジタル
- Something New: Unreleased Gold (2020年)
- Something New: The Solo Demos (2020年)

### ライブ・アルバム
- Andrew Gold – Live at the Ventura Theater (2007年) ※デジタルEP
- 『ザ・レイト・ショウ～ライヴ1978』 - The Late Show – Live 1978 (2015年)

### ボックスセット
- Andrew Gold + What's Wrong with This Picture + All This and Heaven Too + Whirlwind...Plus (2013年)
- 『ロンリー・ボーイ～アサイラム・イヤーズ・アンソロジー』 - Lonely Boy: The Asylum Years Anthology (2020年)

### シングルとEP
- "Of All the Little Girls" (1967年) ※Villiers & Gold名義 with チャーリー・ヴィリエ
- "Heartaches in Heartaches" (1975年)
- 「そよ風のきみ」 - "That's Why I Love You" (1975年) ※全米68位、全豪96位[20]
- "Stay" (1976年)
- "Do Wah Diddy" (1976年)
- "One of Them Is Me" (1976年)
- 「ロンリー・ボーイ」 - "Lonely Boy" (1977年) ※全米7位、全英11位、全豪32位[20][21]
- "Go Back Home Again" (1977年)
- "How Can This Be Love" (1978年) ※全英19位[21]
- "I'm on My Way" (1978年)
- 「気の合う二人」 - "Thank You for Being a Friend" (1978年) ※全米25位、全英42位、全豪58位[20][21]
- 「彼女に首ったけ」 - "Never Let Her Slip Away" (1978年) ※全米67位、全英5位、全豪55位[20][21]
- 「風にくちづけ」 - "Kiss This One Goodbye" (1979年)
- "Stranded on the Edge" (1979年)
- "Nine to Five" (1979年) (UK)
- 「メーキン・フレンズ」 - "Makin' Friends" (1989年)
- 「パル・オー・マイン」 - "Pal O' Mine" (1990年)
- "Spooky Scary Skeletons" (1996年)
- "Nowhere Now" (2000年)
- "Sorry to Let You Down" (2000年)
- Rhino Hi-Five: Andrew Gold (2005年) ("Thank You for Being a Friend", "Lonely Boy", "Never Let Her Slip Away", "That's Why I Love You", "Hang My Picture Straight") ※デジタルEP
- "The Best of Everything" (2006年) ※デジタル
- "Thank You for Being a Friend (Christmas)" (2019年) ※デュエット featuring アリッサ・ボナグラ、デジタル
- "Savannah" (Early version) (2020年) ※デジタル
- "Come Down to Me" (Solo demo) (2020年) ※デジタル
- "Something New" (2020年) ※デジタル

### WAX
- 『マグネチック・ヘヴン』 - Magnetic Heaven (1986年)
- 『アメリカン・イングリッシュ』 - American English (1987年)
- 『100,000フレッシュ・ノーツ』 - A Hundred Thousand in Fresh Notes (1989年)
- Common Knowledge.com (1998年)

### ブリンドル
- 『ブリンドル』 - Bryndle (1995年)
- 『ハウス・オブ・サイレンス』 - House of Silence (2002年)

### アメリカ&フレンズ
- 『ライヴ・トゥ・エア～ライヴ・アット・ザ・ベンチュラ・シアター』 - Live at the Ventura Theater (2006年) ※with スティーヴン・ビショップ